# 鲁道夫·卡尔曼
鲁道夫·埃米尔·卡尔曼（1930年5月19日—2016年7月2日）是一名匈牙利裔美國電機工程師、數學家和發明家。他最著名的是共同發明和開發卡爾曼濾波，這是一種數學算法，被廣泛用於信號處理、控制系統和製導、導航和控制。由於這項工作，美國總統歐巴馬於2009年10月7日授予卡爾曼美國國家科學獎章。

## 生平
1930年5月19日出生於布達佩斯。
1943年移民美國，并於1953年和1954年分別獲得麻省理工學院電機工程學士學位和碩士學位。
1957年在哥倫比亞大學完成他的博士學位。
1958年至1964年，卡爾曼在馬里蘭州巴爾的摩高級研究機構擔任研究數學家。
1964年至1971年，他在史丹佛大學擔任教授，然後於1971年至1992年在佛羅里達大學擔任研究生研究教授和數學系統理論中心主任。
1969年至1972年，他定期回到國立巴黎高等礦業學校擔任自動研究中心的科學顧問。1973年起，他還在瑞士聯邦理工學院擔任數學系統理論的主席。
2016年7月2日上午，在他位於佛羅里達州蓋恩斯維爾的家中去世。

## 研究工作
卡爾曼是一名電機工程師，他在麻省理工學院和哥倫比亞大學接受本科和研究生教育，他因共同發明卡爾曼濾波（或卡爾曼-布西濾波）而受到關注，這是一種數學技術，廣泛用於控制系統、導航系統、航空電子設備和外太空飛行器的電子計算機，從一長串有噪聲或不完整的測量中提取信號，通常由電子和陀螺儀系統完成。
卡爾曼關於濾波的想法最初遭到巨大的懷疑，以至於他被迫在機械工程中首次發表他的成果，而不是在電機工程或系統工程中。然而卡爾曼在1960年訪問美國NASA艾姆斯研究中心的史丹利·F·施密特時，在展示他的想法方面取得更大的成功。這使得卡爾曼的濾波在阿波羅計劃中得到應用，此外在NASA太空梭、海軍潛艇以及無人駕駛航空器和武器（如巡航導彈）中也得到相關應用。
卡爾曼在1960年代發表了幾篇開創性的論文，嚴格地建立現在已知的動態系統的狀態空間表示。他提出系統的正式定義、可控制性和可觀測性的概念，最終導致卡爾曼分解。卡爾曼還對最優控制理論做出了開創性的貢獻，並在他與J·E·伯特倫（J.E. Bertram）的合作中，對動態系統的穩定性理論進行全面而深刻的闡述。他還與B·L·何（B. L. Ho）合作研究最小實現問題，提供著名的何-卡爾曼算法。

## 獲獎和榮譽
卡爾曼是法國、匈牙利和俄羅斯科學院的外籍院士，也是美國國家科學院、美國國家工程院和美國文理科學院的成員 He has been awarded many honorary doctorates from other universities. In 2012 he became a fellow of the American Mathematical Society.
卡爾曼於1974年獲得IEEE榮譽獎章，1984年獲得IEEE百年紀念獎章，1985年獲得稻盛財團京都尖端科技獎，1987年獲得美國數學學會斯蒂爾獎，1997年獲得理察·E·貝爾曼控制遺產獎，2008年獲得美國國家工程院查爾斯·斯塔克·德雷珀獎。
卡爾曼還在1990年獲得赫瑞瓦特大學的榮譽博士學位。

## 出版書籍
- Kalman, R.E. . Journal of Basic Engineering. 1960, 82 (1): 35–45. doi:10.1115/1.3662552.
- Kalman, R.E.; Bucy, R.S.  (PDF). Journal of Basic Engineering. 1961, 83: 95–108  [2022-10-05]. doi:10.1115/1.3658902. （原始内容存档 (PDF)于2016-01-24）.
- Kalman, R. E. . Bol. Soc. Mat. Mexicana. 1960.
- Kalman, R. E. . Journal of the Society for Industrial and Applied Mathematics. 1963.
- Kalman, R. E.; Bertram, J. E. . Journal of Basic Engineering. 1960.
- Kalman, R. E.; Bertram, J. E. . Journal of Basic Engineering. 1960.
- Kalman, R. E.; Ho, B. L. . Regelungstechnik. 1966.

## 外部連結
- The Kalman Filter website （页面存档备份，存于）
- Kyoto Prize
- For Kálmán's PhD students see Rudolf Emil Kálmán （页面存档备份，存于） on the Mathematics Genealogy Project （页面存档备份，存于） page.
- 約翰·J·奧康納; 埃德蒙·F·羅伯遜, ,  （英语）
- A biography by Kalman's Ph.D. advisor, J R Ragazzini is given in "Dynamical Systems, Measurement, and Control", June 1977 pp. 73–75. This also has a list of Kalman's major publications.
- Biography of Kalman （页面存档备份，存于） from the IEEE